# Adriana Adam
Adriana Adam (nacida Adriana Ailincăi, Văleni, 11 de abril de 1999) es una deportista rumana que compite en remo.
Participó en dos Juegos Olímpicos de Verano, en los años 2020 y 2024, obteniendo una medalla de oro en París 2024, en la prueba de ocho con timonel.
Ganó dos medallas de oro en el Campeonato Mundial de Remo, en los años 2022 y 2023, y siete medallas en el Campeonato Europeo de Remo entre los años 2018 y 2025.

## Palmarés internacional
| Juegos Olímpicos   | Juegos Olímpicos         | Juegos Olímpicos | Juegos Olímpicos   |
| Año                | Lugar                    | Medalla          | Prueba             |
| ------------------ | ------------------------ | ---------------- | ------------------ |
| 2024               | París (Francia)          | Medalla de oro   | Ocho con timonel   |
| Campeonato Mundial |                          |                  |                    |
| Año                | Lugar                    | Medalla          | Prueba             |
| 2022               | Račice (República Checa) | Medalla de oro   | Ocho con timonel   |
| 2023               | Belgrado (Serbia)        | Medalla de oro   | Ocho con timonel   |
| Campeonato Europeo |                          |                  |                    |
| Año                | Lugar                    | Medalla          | Prueba             |
| 2018               | Glasgow (Reino Unido)    | Medalla de oro   | Ocho con timonel   |
| 2019               | Lucerna (Suiza)          | Medalla de plata | Dos sin timonel    |
| 2020               | Poznań (Polonia)         | Medalla de oro   | Dos sin timonel    |
| 2021               | Varese (Italia)          | Medalla de plata | Dos sin timonel    |
| 2023               | Bled (Eslovenia)         | Medalla de oro   | Ocho con timonel   |
| 2024               | Szeged (Hungría)         | Medalla de oro   | Ocho con timonel   |
| 2025               | Plovdiv (Bulgaria)       | Medalla de plata | Cuatro sin timonel |